# Мурай, Григорий Ефремович
Мурай Григорий Ефремович (4 марта 1923 — 25 августа 1977) — участник Великой Отечественной войны, помощник командира взвода снайперов 508-го стрелкового полка (174-я стрелковая дивизия, 31-я армия, 3-й Белорусский фронт), старший сержант. Один из 29-и полных кавалеров, награждённых четырьмя орденами Славы (двумя орденами Славы 2-й степени).

## Биография
Родился 4 марта 1923 года в селе Ольшаное, в семье служащего. Украинец по национальности. Окончил 7 классов. Жил в Амурской области. Работал инструктором-бухгалтером в райземотделе Ромненского района.
В 1943 году был призван в Красную Армию Советским райвоенкоматом Амурской области. Окончил сержантскую школу снайперов при 20-м учебном снайперском полку в 1943 году. С декабря 1943 года участвовал в боях с захватчиками. Воевал на Западном, 3-м Белорусском фронтах. Весь боевой путь прошел в составе 508-го стрелкового полка 174-й стрелковой дивизии. Член ВКП(б)/КПСС с 1944 года.
За период оборонительных боев с 2 декабря 1943 года по 17 января 1944 года на могилёвском направлении младший сержант Мурай из снайперской винтовки истребил 37 гитлеровцев. Приказом командира 174-й стрелковой дивизии (№ 02/н) младший сержант Мурай Григорий Ефремович награждён орденом Славы 3-й степени.
К апрелю 1944 года на счету снайпера Мурая было уже 113 гитлеровский солдат и офицеров. В боях по ликвидации вражеской группировки в районе Минска и Гродно, находясь в передовых порядках пехоты, из снайперской винтовки уничтожил 8 врагов. Был представлен к награждению орденом Славы 2-й степени, но награждён медалью «За отвагу».
К декабрю 1944 года личный снайперский счет старшего сержанта Мурая составлял 128 гитлеровцев. Находясь в обороне, увязал взаимодействие артиллерии со снайперами, что дало положительные результаты по уничтожению гитлеровцев. Постоянно работал над повышением своих знаний и как снайпер-инструктор передавал свои знания подчиненным, подготовил 3 группы отличных снайперов. 28 декабря 1944 года командиром полка был представлен к награждению орденом Отечественной войны 1-й степени. Командиром дивизии статус награды был изменен на орден Славы 2-й степени. Приказом по войскам 31-й армии (№ 10/н) от 9 февраля 1945 года старший сержант Мурай Григорий Ефремович награждён орденом Славы 2-й степени.
В январе 1945 года старший сержант Мурай был уже помощником командира взвода снайперов. В наступательных боях на территории Восточной Пруссии лично уничтожил 15 вражеских солдат. 10 февраля командиром полка был представлен к награждению орденом Славы 2-й степени. Приказом по войскам 31-й армии (№ 36/н) от 28 февраля 1945 года старший сержант Мурай Григорий Ефремович награждён орденом Славы 2-й степени.
Со 2 по 17 февраля 1945 года южнее города Кёнигсберг старший сержант Мурай во главе группы снайперов отразил попытку противника захватить командный пункт полка и спас полковое Знамя. Лично поразил свыше 10 гитлеровцев и подавил пулемет. Последние выстрелы снайпер Мурай сделал на Чехословацкой земле, увеличив свой личный снайперский счет до 159 гитлеровцев.
Указом Президиума Верховного Совета СССР от 29 июня 1945 года за образцовое выполнение заданий командования в боях с немецко-фашистскими захватчиками старший сержант Мурай Григорий Ефремович награждён орденом Славы 1-й степени. Стал полным кавалером ордена Славы.
После войны продолжил службу в Советской Армии. В 1951 году окончил 2-годичную партшколу в городе Запорожье. В 1958 году уволен в запас. Вернулся на Дальний Восток. Жил в городе Благовещенск Амурской области. Работал в сплавной конторе, затем инструктором в Амурском областном совете профсоюзов. Скончался 25 августа 1977 года.

## Награды
- Орден Славы 1-й степени (№ 1784)
- Два ордена Славы 2-й степени (№ 14370 и № 14835)
- Орден Славы 3-й степени (№ 24220)
- Орден Красной Звезды
- Медаль «За отвагу»
- Медаль «За боевые заслуги»
- другие медали

## Память
3 сентября 2007 года в городе Благовещенске на здании Амурской областной федерации профсоюзов установлена мемориальная доска в честь Григория Ефремовича Мурая.